# Praia do Brejo Velho
A Praia do Brejo Velho é uma praia agreste do município de São Mateus, estado do Espírito Santo.